# Unitas (slak)
Unitas is een geslacht van uitgestorven weekdieren uit de klasse van de Gastropoda (slakken). Exemplaren van dit geslacht zijn slechts als fossiel bekend.

## Soorten
- Unitas costulata (Lamarck, 1803) †
- Unitas granulata (Nyst, 1845) †
- Unitas peyreirensis (Peyrot, 1928) †
- Unitas ponsi Lozouet, 2015 †